# 圣卢西亚议会
圣卢西亚國会（英語：Parliament of Saint Lucia）是圣卢西亚两院制的国家立法机关。

## 體制
圣卢西亚國会由聖露西亞君主（由聖露西亞總督代表）、圣卢西亚参议院和圣卢西亚众议院组成。

## 参議院
参议院11席由10位參議員及議長組成，分別由執政黨提名6席、反對黨提名3席、總督提名2席。

## 眾議院
众议院由17位民選國會議員組成。議長由眾議員選出。聖盧西亞憲法規定聖盧西亞總理必須為眾議院成員。

## 任期
每届國会任期5年，但可提早解散並舉行大選。

## 現況

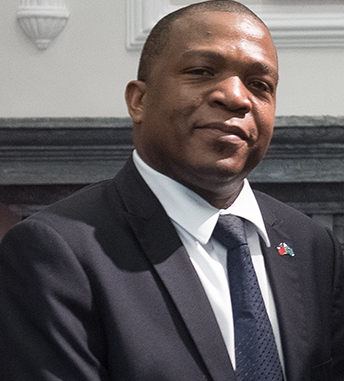
眾議長丹尼爾(Andy Daniel)

現任參議院議長：麥晶泰(Jeannine Michele Giraudy-McIntyre) 2018年3月就任
現任眾議院議長：安迪·丹尼爾(Andy Daniel)2018年3月就任
本屆(2016-2021)眾議院議員各政黨席次
统一工人党(UWP)11席
圣卢西亚工党(SLP)6席